# Reprezentacja Jordanii w rugby union mężczyzn
Reprezentacja Jordanii w rugby union mężczyzn – zespół rugby union, biorący udział w imieniu Jordanii w meczach i sportowych imprezach międzynarodowych, powoływany przez selekcjonera, w którym mogą występować zawodnicy posiadający obywatelstwo tego kraju, mieszkający w nim, bądź kwalifikujący się ze względu na pochodzenie rodziców lub dziadków. Za jego funkcjonowanie odpowiedzialny jest Jordan Rugby Union, członek ARFU. Obecnie nie jest uwzględniana w rankingach IRB, nie będąc członkiem tej organizacji.
Reprezentacja miała rozegrać swój pierwszy mecz na arenie międzynarodowej w 2009, jednak z powodu problemów z otrzymaniem wizy dla kilku graczy nie stawiła się na turnieju Asian Five Nations. Swój debiut zaliczyła w następnym roku, w przegranym towarzyskim meczu z Libanem 14 maja 2010. Miesiąc później wygrała turniej Dywizji IV Asian Five Nations 2010. W kolejnych latach nie powtórzyła tego sukcesu, dwukrotnie zdobywając trzecie miejsca w turnieju Dywizji IV w 2011 i 2012.

## Turnieje

### Udział wAsian Five Nations
| Rok  | Klasa rozgrywek   | Wynik | Źródło |
| ---- | ----------------- | ----- | ------ |
| 2008 | Nie brała udziału | -     |        |
| 2009 | Nie brała udziału | -     |        |
| 2010 | Dywizja IV        | 1.    |        |
| 2011 | Dywizja IV        | 3.    |        |
| 2012 | Dywizja IV        | 3.    |        |
| 2013 | Nie brała udziału | -     |        |
| 2014 | Nie brała udziału | -     |        |

### Udział wPucharze Świata
| Rok  | Kwalifikacje      | Wynik |
| ---- | ----------------- | ----- |
| 1987 | Nie brała udziału | -     |
| 1991 | Nie brała udziału | -     |
| 1995 | Nie brała udziału | -     |
| 1999 | Nie brała udziału | -     |
| 2003 | Nie brała udziału | -     |
| 2007 | Nie brała udziału | -     |
| 2011 | Nie brała udziału | -     |
| 2015 | Nie brała udziału | -     |
| 2019 |                   |       |